# Barguelonne-en-Quercy
Barguelonne-en-Quercy é uma comuna francesa na região administrativa da Occitânia, no departamento de Lot. Estende-se por uma área de 46.11 km², e possui 690 habitantes, segundo o censo de 2018, com uma densidade de 15 hab/km².
Foi criada, em 1 de janeiro de 2019, a partir da fusão das antigas comunas de Saint-Daunès, Bagat-en-Quercy e Saint-Pantaléon.